# 新·大雄的日本誕生
《多啦A夢：新‧大雄之日本誕生》，是第36部哆啦A夢電影作品（水田版系列的第11作），《大雄的日本誕生》的重制版。本片於2016年3月5日在日本上映，為哆啦A夢影史上首度票房破40億日圓的作品（不計通貨膨脹）。

## 故事簡介
由於現實生活太多不如意事，大雄與朋友也想離家出走，但是日本的土地不足，所有土地都已經有了地主，由於多啦A夢因家裡被託付照顧倉鼠也決定離家出走，於是他們決定來一次史上最大規模的離家出走——搭乘時光機到7萬年前的日本，打算在這片原始國土發揮小宇宙，建立夢想家園。恰巧一個來自遠古時代的光族少年高高路，因為時空錯亂來到現代日本。多啦A夢他們得知光族人被黑暗族侵略，決定拯救他們。途中，一個黏土人，自稱土地之靈指他是吉加桑比的忠實部下對多啦A夢及其他人利用連岩石也能破壞的衝擊波進行攻擊，最後被多啦A夢的避敵斗篷把衝擊波反彈，最終土地之靈被破壞。此後，多啦A夢把土地之靈的一塊碎片交給多啦美拿到22世紀檢查。多啦美指是由形狀記憶陶瓷製造，裡面深入了一種讓每個分子也記得自己的排列方式，從而得到自我修復。當多啦A夢與同伴們回到七萬年前時，吉加桑比重新抓到光族的人後為他建造常闇宮。他們之後立即趕往常闇宮，此後多啦A夢發現了吉加桑比為二十三世紀的時空罪犯。最終，多啦美與時空巡警到達將他拘捕了。

## 配音員
| 角色                | 配音員                       | 配音員   | 配音員             | 配音員        | 配音員                        |
| 角色                | 日本                         | 香港     | 臺灣               | 臺灣          | 中国大陆                      |
| 角色                | 日本                         | 香港     | 又水版本           | 木棉花版本    | 中国大陆                      |
| 原作角色            | 原作角色                     | 原作角色 | 原作角色           | 原作角色      | 原作角色                      |
| ------------------- | ---------------------------- | -------- | ------------------ | ------------- | ----------------------------- |
| 多啦A夢／多啦桑比   | 水田山葵                     | 黃昕瑜   | 陳美貞             | 陳美貞        | 山新                          |
| 野比大雄            | 大原惠                       | 陸惠玲   | 楊凱凱             | 楊凱凱        | 黎筱濛                        |
| 源靜香              | 嘉數由美                     | 梁少霞   | 林美秀             | 許淑嬪        | 佟心竹                        |
| 剛田武              | 木村昴                       | 陳卓智   | 于正昌             | 于正昌        | 郝祥海                        |
| 骨川小夫            | 關智一                       | 黃鳳英   | 劉傑               | 劉傑          | 王祯                          |
| 野比玉子            | 三石琴乃                     | 陳安瑩   | 邱佩轝             | 許淑嬪        | 杨希                          |
| 野比大助            | 松本保典                     | 張炳強   | 吳東原             | 劉傑          | 陈喆                          |
| 胖虎媽媽            | 竹內都子                     |          | 張雅婕             | 楊凱凱        | 李佳怡                        |
| 多啦美              | 千秋                         | 鄭麗麗   | 李昀晴             | 許淑嬪        | 小祈                          |
| 本作角色            |                              |          |                    |               |                               |
| 龍                  | 甲斐田幸                     |          | 吳東原             | 孟慶府        | 张幽舞（幼年） 曹旭鹏（成年） |
| 狮鷲獸              | 伊東みやこ                   |          | 張雅婕             | 陳彥鈞        | 李佳怡                        |
| 天馬                | 下和田ヒロキ                 |          | 黃玉奇             | 歐祖豪        | 莫宇薇（成年） 边薇（幼年）   |
| 地主                | 石井康嗣                     | 何偉誠   | 吳東原             | 孟慶府        | 邢凱新                        |
| 高高路              | 白石涼子                     | 陳凱婷   | 李昀晴             | 錢欣郁        | 徐静                          |
| 高高路父親          | 石井康嗣                     | 嚴鎮華   | 鄒韋               | 歐祖豪        | 李铫                          |
| 高高路母親          | 久川綾                       | 石梓晴   | 黃玉奇             | 錢欣郁        | 乔菲菲                        |
| 光族長老            | 矢田稔                       | 張炳強   | 吳東原             | 孟慶府        | 张云明                        |
| 光族村民            | 大西健晴                     |          | 吳愷笛 張雅婕      | 陳彥鈞 陳美貞 |                               |
| 吉加桑比            | 大塚芳忠                     | 梁志達   | 鄒韋               | 陳彥鈞        | 冯盛                          |
| 土地之靈            | 家中宏                       | 黃榮璋   | 吳東原             | 歐祖豪        |                               |
| 黑暗族長老          | 武田幸史                     | 何偉誠   | 吳愷笛             | 孟慶府        | 郭盛                          |
| 黑暗族              | 棚橋弘至 真壁刀義 小島よしお | 何偉誠   | 于正昌 劉傑 吳愷笛 | 陳彥鈞 歐祖豪 |                               |
| 隊長 （時光巡邏隊） | 久川綾                       | 楊婉潼   | 張雅婕             | 錢欣郁        | 沈念如                        |
| 隊員 （時光巡邏隊） | 福井美樹 慶長佑香            |          | 邱佩轝 林美秀      | 楊凱凱 陳美貞 |                               |

## 登場角色
- 參見大雄的日本誕生。

## 主題曲
| 類別   | 歌曲                      | 作詞     | 作曲     | 编曲     | 演唱                                                                 |
| ------ | ------------------------- | -------- | -------- | -------- | -------------------------------------------------------------------- |
| 片頭曲 | 《實現夢想的哆啦A夢》（夢をかなえてドラえもん） | 黑須克彥 | 黑須克彥 | 大久保薰 | Mao（Columbia Entertainment） 合唱：向日葵兒童合唱團（日本哥伦比亚） |
| 主題曲 | 《飛向天空》（空へ）          | 山崎將義 | 山崎將義 | 山崎將義 | 山崎將義                                                             |

## 工作人員

### 台灣
- 翻譯：左鈴鐺（2023年木棉花重新發行版本）

## 票房
| 上一届： 我才不會對黑崎君說的話言聽計從 | 2016年日本週末票房冠軍 第10-12周 | 下一届： 《暗殺教室》 |

## 新舊作不同之處

### 改動
- 舊作開頭畫面為地球，新作為群山。
- 舊作古古兒被吸入時空亂流後進入地球畫面和片頭曲，新作為大雄家，大雄滑落樓梯並大喊「哆啦A夢」後才進入片頭曲。
- 大雄離家出走，跑到後山。舊作是挖土機抓住膠囊旅館的頂端，新作是挖土機直接把膠囊旅館推倒。
- 舊作中，大雄通過任意門離家出走，去了荒廢的小村子，後來村子遭遇大水。大雄拚命敲門，哆啦A夢打開門之後迅速關上，房間只進了一點水；新作中，大水直接沖開了任意門，填滿整個房間，哆啦A夢不得不拿出穿透環來排水。
- 原作和舊作大雄媽媽並不知道也不在乎大雄他們離家出走的事，新作則是知道且非常在意。
- 古古兒因為時空亂流，穿越到大雄家。舊作中，他把大雄家冰箱洗劫一空。新作中，只是把哆啦A夢放在房間的銅鑼燒吃掉。
- 大雄一行人乘坐時光機回到古代的時候，遭遇時空亂流。舊作中，亂流只是出來打醬油；新作中，時空亂流的時間、規模都更大，為了衝出時空亂流，時光機還開啟了加速推進器。
- 舊作胖虎沒來由的用石矛敲大雄的頭，大家才發現這是真正的石矛而古古兒是原始人。新作中，是古古兒和胖虎打架的時候，用石矛敲了一下胖虎的頭，胖虎氣不過，在大雄頭上敲回來時才發現。
- 舊作大家的原始人服裝樣式都差不多；新作則增加了花紋。
- 舊作剛回到古代時，胖虎和小夫想脫離大家，結果遇到犀牛而被追著跑。新作則是小夫替胖虎拍照，相機鏡頭裡出現一隻野牛，兩人被追著跑。
- 哆啦A夢任命大雄為寵物大臣，舊作大雄莫名地把不同動物基因混合起來孵化，新作則是他看到兩顆樹長在一起，而受到啟發。
- 新作增加了大雄的母性，寵物們孵化的時候先是蛋飛起來，然後飛馬才破殼而出，被大雄摟入懷中；舊作是直接破殼。
- 他們把古古兒帶回古代之後，交給靜香照顧。古古兒醒來之後，並沒有傷害靜香。舊作是因為靜香貌美如花，新作則是因為古古兒的傷沒痊癒，沒力氣打靜香。
- 舊作大雄他們因為穿越有時差，所以上課時打瞌睡，那堂課老師講的是中國地理。新作這個部分被刪除了。
- 哆啦A夢使用时间侦测器，舊作大雄问哆啦A梦"好了没？"的那一句却被哆啦A梦赶走了，新作因大雄觉得很无聊，就自动走了出去。
- 原作和舊作由多啦A夢親自敲碎「土靈」，認定材質是未來記憶性陶瓷；新作由多啦美帶回未來再告知多啦A夢和大雄。
- 大雄一行人打土靈的時候在舊作是哆啦A夢一個人抵抗，新作是五人協力，同時大雄掉下去，是古古兒用竹蜻蜓救了他。
- 送去給大雄的急救瓶被土靈直接破壞；舊作由巨尊比破壞。
- 大雄在雪地裡快凍死的時候，眼前產生幻覺。舊作中，他受到了哆啦A夢法官審判；而新作中他看到了自己在責備自己。
- 原作和舊作大雄在雪地中遇難是被時光巡邏隊所扮的長毛象所救，新作則是被飛馬等三隻寵物所救。
- 發現巨尊比的基地之後，大家一起埋伏。舊作是大家都在，哆啦A夢按了時間暫停表。新作是胖虎看到黑暗族的人在欺負古古兒，生氣的跳下去，哆啦A夢不得不按了時間暫停表。
- 舊作巨尊比的手下只有土靈一個；新作變成5個，分別代表金木水火土。除此之外，還多了兩個同樣是用記憶性陶瓷製成的大象怪獸，手持利劍。
- 新作巨尊比手下多了一隻白虎。
- 哆啦A夢誤入巨尊比的實驗室，舊作中實驗室就一個房間的大小；新作中是一個巨大的機器，四條道路連接著中央的平台。
- 哆啦A夢對巨尊比單打獨鬥，舊作只是一擊被打敗。
  - 原作和舊作是大雄他們乘坐飛馬等三隻寵物要到地面上時被巨尊比活埋，後被時空巡邏隊救出，新作則是大雄他們進入巨尊比的地下基地與其決鬥。
  - 原作和舊作是大雄按下長毛象給的盒子按鈕，稍後時光巡邏隊前來搭救；新作是多啦美和時光巡邏隊前來搭救哆啦A夢等人。
  - 原作和舊作時光巡邏隊已對巨尊埋伏許久的事知悉，新作是因哆啦美查出土靈由23世紀製造，時光巡邏隊才知此事。
  - 原作和舊作時光巡邏隊成員全為男性，出動數十位隊員及多艘巡邏艦艇；新作是作品T.P.時光特警的角色，於是巡邏艦艇只出現一艘。
  - 巨尊比面具在原作被出現的巡邏艦艇撞下來；舊作被巡邏隊員包圍時自己掉落；新作被哆啦A夢投出的石矛刺入裂成兩半掉落。
  - 舊作最後一幕是大家跟寵物告別；新作是大雄回到家裡，訂正零分考卷上的錯題到睡著，媽媽溫柔的看著他笑。
  - 舊作片尾曲畫面為眾人向時光巡邏隊告別；新作為一行人回現代後的情況。

### 增加
- 哆啦美的登場。
- 光族尤其是古古兒的出場次數增加許多。
- 原作和舊作古古兒自我介紹時只介紹父親，新作增加母親。
- 大雄媽媽責備考試不及格，還詢問考卷為何塗鴉（畫飛馬）。
- 土靈任務失敗後由巨尊比親手破壞成泥漿，無法再復活。
- 巨尊比脫口說出自己來自23世紀。
- 巨尊比釋放劍齒虎時，除了大雄以外(迷路在雪地)，哆啦A夢4人被繩子吊著。
- 古古兒爬上亞空間裝置並破壞。
- 交代黑暗族的下落。
- 舊版並無原作結尾中的成年古古兒情節，新作將之補回並增加他結婚生子（一子一女，一個尚在妻子肚子中）。
- 一行人回現代後的情況、幻想動物在未來世界的情景。

### 特點
- 本片時光巡邏隊造型跟藤子·F·不二雄另一作品《時光巡邏隊》主角相似[註 3]。
  - 三位主角——並平凡（並平凡，隊員）、莉姆（リーム・ストリーム，隊長）、安川優子（安川ユミ子，隊員）[註 2]。
    - 其中莉姆生活時代正是2016年，湊巧是電影上映的年份。

  - 本次客串也代表時光巡邏隊首次有女性成員在該系列亮相。

## 争议
该片在中国大陆標榜官方出品、還須付費收看的网络上线版中疑似盗用字幕组翻译，引发字幕组不满。

## 備註
1. 公映版本中打出的片名翻译是“哆啦A梦：新大雄的日本诞生”。
2. 1 2 3  時光巡邏隊隊員中，只有隊長在遊戲版有明確稱呼為「莉姆隊長」，在電影片尾聲優表的角色名僅列為「時光巡邏隊隊長」和「時光巡邏隊隊員」。
3. 1 2 3  根據《電影多啦A夢超全集》一書記錄，電影中登場的時光巡邏隊成員跟另一部藤子·F·不二雄的作品《時光巡邏隊》的莉姆、優子、並平凡只是相似，並沒有明確指明角色出自該作品。

## 外部連結
- （日語） 新·大雄之日本誕生日本官方網站 （页面存档备份，存于）
- 互联网电影数据库（IMDb）上《新·大雄的日本誕生》的资料（英文）
- Yahoo奇摩電影上《新·大雄的日本誕生》的資料（繁體中文）
- 開眼電影網上《新·大雄的日本誕生》的資料（繁體中文）
- 时光网上《新·大雄的日本誕生》的資料（简体中文）
- 豆瓣电影上《新·大雄的日本誕生》的資料 （简体中文）